# Ibraheim Campbell
Ibraheim Malcolm-Ramon Campbell (Filadelfia, 13 maggio 1992) è un giocatore di football americano statunitense che milita nel ruolo di safety per gli Indianapolis Colts della National Football League (NFL).
Fu scelto nel corso del quarto giro (115º assoluto) del Draft NFL 2015 dai Cleveland Browns. Al college giocò a football per Northwestern. Nel corso della sua carriera da professionista ha giocato anche per gli Houston Texans, Dallas Cowboys, New York Jets, Green Bay Packers e Tennessee Titans.

## Carriera

### Cleveland Browns
Dopo avere giocato al college a football alla Northwestern University, Campbell fu scelto nel corso del quarto giro (115º assoluto) del Draft NFL 2015 dai Cleveland Browns. Debuttò come professionista subentrando nella gara del primo turno contro i New York Jets. La sua stagione da rookie si concluse con 16 tackle in 15 presenze, di cui una come titolare. L'anno successivo trovò maggiore spazio, disputando 8 gare su 14 come titolare, con 48 tackle.